# Harriet Powers
Harriet Powers född 29 oktober 1839 i Athens, Georgia, död 1 januari 1910 var en afro-amerikansk slav. Hon blev känd för sina kviltade täcken. Powers använde traditionella applikationstekniker för att beskriva lokala legender, bibelhistorier och astronomiska händelser på sina täcken.

## Biografi
Harriet föddes som slav på landsbygden i Georgia. Hon gifte sig med Armstead Powers och fick sin första dotter när hon var 18 år. Sedan följde åtta barn, varav den sista 1872. Vissa historiker menar att hon tillbringade sin ungdom på en plantage ägd av John och Nancy Lester nordost om Athens i Madison County. Hon kan ha lärt sig applikation av sin husmor eller av en annan slav.

## Lapptäcken

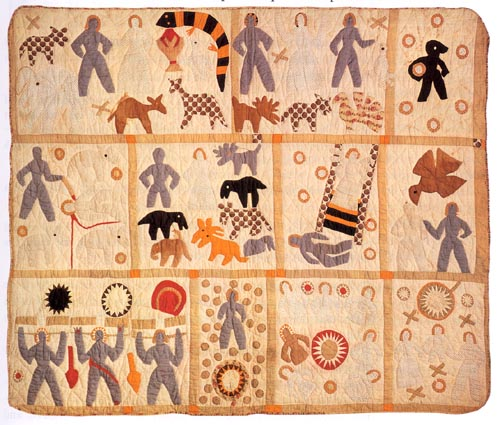
Powers, Bibel-lapptäcke 1886

Powers gjorde lapptäcken med samma teknik som Dahomey i Västafrika. Fon-folkets lapptäcken berättade om viktiga kulturella och historiska händelser. Powers täcken skildrade händelser i Bibeln eller himmelska fenomen. Hennes Bibel-lapptäcke ställdes ut på en bomulsfestival i Athens 1886. Två av Powers lapptäcken finns bevarade på museum i Washington, D.C..